# William Denison
Sir William Thomas Denison (3 de maio de 1804 - 19 de janeiro de 1871) foi tenente-governador da Terra de Van Diemen de 1847 a 1855, E governador de Nova Gales do Sul de 1855 a 1861 e governador de Madras de 1861 a 1866.